# グローリー (企業)
グローリー株式会社（英: GLORY LTD.）は、兵庫県姫路市下手野に本社を置く、世界最大の貨幣処理機メーカーである。
21カ国100か所以上に拠点がある。顔認証を含む生体認証も手掛けている。また、新型コロナウイルス感染症の流行によりマスクを付けたままでも認証可能にするバージョンアップに成功している。

## 概要
銀行を中心とした金融機関向けの通貨処理機や情報処理機、自動販売機、電子マネーなどの通貨関連機器の開発・製造及び販売・メンテナンスを行う企業である。
1950年（昭和25年）に大蔵省造幣局の発注により国産第一号の硬貨計数機を開発して以来、金融・流通・遊技市場などの分野で製品開発を手がけ、通貨処理機・たばこ自動販売機・コインロッカー・レジ釣銭機・カード関連機器などの製品や技術を発表した。貨幣処理機では、国内シェア約7割を占める。
また、ICカード事業の推進や生体認証技術の構築、国政選挙に使用される投票用紙分類機を含む選挙システムの構築など、事業分野の拡大も行っている。
また子会社を通じパチンコ・パチスロ関連事業にも進出しており、2008年にはアビリット（後のコナミアミューズメント）からパチンコ店向けプリペイドカード事業を譲り受けたことで（実際の業務は子会社のグローリーナスカが担当）、パチンコ店向けプリペイドカード市場においてグループとしては日本ゲームカードに次ぐ業界2位となる。
ドイツやイタリアなどの同業種の企業を次々に買収。欧州でのM＆Aにより海外事業を強化。
金融機関向け貨幣入出金機で世界シェア約4割を占めるタラリスの買収で、世界シェア約6割を握る。
社名の由来は旧社名の「国栄商事」の「栄」の英訳から。

## 沿革
- 1918年（大正7年） - 国栄機械製作所として創業。
- 1944年（昭和19年） - 株式会社国栄機械製作所を設立。
- 1957年（昭和32年） - 国栄商事株式会社を設立。
- 1969年（昭和44年） - 国栄商事株式会社をグローリー商事株式会社に商号変更。
- 1971年（昭和46年） - グローリー工業株式会社に商号変更。
- 1982年（昭和45年） - GLORY (U.S.A.) INC.をアメリカに設立。
- 1983年（昭和58年） - 大証二部に上場。
- 1991年（平成3年） - GLORY GmbHをドイツに設立。
- 1994年（平成6年） - GLORY(PHILIPPINES), INC.をフィリピンに設立。
- 1996年（平成8年） - GLORY MONEY HANDLING MACHINES PTE LTDをシンガポールに設立。
- 2000年（平成12年） - 大証一部に指定替え、東証一部に上場。
- 2001年（平成13年） - GLORY Cash Handling Systems (China) Ltd.を香港に設立。
- 2003年（平成15年） - 光栄電子工業（蘇州）有限公司、光栄国際貿易（上海）有限公司を中国に設立。
- 2006年（平成18年）10月1日 - 子会社のグローリー商事株式会社を吸収合併し、グローリー工業株式会社から現社名に商号変更。
- 2007年（平成19年）5月18日から10月19日にかけ株価が2205円から3930円に上昇した。翌年2月1日には2075円に下落。
- 2008年（平成20年） - GLORY Franceをフランスに、GLORY IPO Asia Ltd.、光栄華南貿易有限公司を中国に設立。
- 2012年（平成24年）7月10日 - デ・ラ・ルーから分社した英国貨幣処理機大手Talaris社の買収を438百万ポンド(約548億円)で完了。8月、埼玉工場に川田工業の人型工業用ロボット「NEXTAGE」を導入。人と複数の「NEXTAGE」が連携して組み立てを行うのは世界初。ロボットにはそれぞれ諸外国の通貨が名前として付けられている。経済産業省のロボット大賞で次世代産業特別賞を受賞した[3][4][5][6]。

## 事業所
- 本社・本社工場 - 兵庫県姫路市下手野一丁目3番1号
- 東京本部 - 東京都千代田区外神田四丁目14番1号 秋葉原UDX
- 品川事業所 - 東京都品川区大崎五丁目4番6号
- 埼玉工場 - 埼玉県加須市古川2丁目4番地1
- 姫路物流センター - 兵庫県姫路市夢前町野原550番2号
- 姫路パーツセンター - 兵庫県姫路市夢前町野畑550-1

## 支店・営業所・出張所
- 東北地方
  - 東北支店
  - 青森営業所
  - 秋田営業所
  - 盛岡営業所
  - 山形営業所
  - 郡山営業所
  - 一関出張所
  - いわき出張所
- 甲信越地方
  - 新潟営業所
  - 長野営業所
  - 甲府営業所
  - 長岡出張所
  - 松本出張所
- 関東地方
  - 首都圏支店
  - 東日本支店
  - 群馬中央営業所
  - 横浜中央営業所
  - 宇都宮営業所
  - 水戸営業所
  - 立川営業所
  - 千葉営業所
  - 関東北出張所
  - 越谷出張所
  - 所沢出張所
  - 熊谷出張所
  - 土浦出張所
  - 東京東出張所
  - 蒲田出張所
  - 武蔵野出張所
  - 木更津出張所
  - 湘南出張所
  - 相模原出張所
  - 厚木出張所
  - 東京西サービスセンター
  - 東京南サービスセンター
  - 千葉西サービスセンター
- 東海地方
  - 東海支店
  - 沼津営業所
  - 静岡営業所
  - 浜松営業所
  - 岐阜営業所
  - 三重営業所
  - 東三河出張所
  - 豊田出張所
- 北陸地方
  - 石川中央営業所
  - 富山営業所
  - 福井営業所
- 近畿地方
  - 近畿支店
  - 京都営業所
  - 奈良営業所
  - 和歌山営業所
  - 神戸営業所
  - 姫路営業所
  - 滋賀北出張所
  - 大阪北出張所
  - 堺出張所
  - 田辺出張所
  - 北近畿出張所
- 中国地方
  - 中四国支店
  - 岡山営業所
  - 松江営業所
  - 鳥取出張所
  - 福山出張所
  - 浜田出張所
  - 小郡出張所
- 四国地方
  - 高松中央営業所
  - 高知営業所
  - 松山営業所
  - 徳島営業所
- 九州地方
  - 九州支店
  - 北九州営業所
  - 大分営業所
  - 宮崎営業所
  - 熊本営業所
  - 佐賀営業所
  - 長崎営業所
  - 鹿児島営業所
  - 佐世保出張所
- 沖縄地方
  - 沖縄営業所

## グループ企業
- 国内製造系その他 
  - グローリープロダクツ株式会社
  - グローリーAZシステム株式会社
  - グローリーシステムクリエイト株式会社
  - グローリーフレンドリー株式会社
  - グローリーメカトロニクス株式会社
- 国内販売系 
  - グローリーサービス株式会社
  - 北海道グローリー株式会社
  - グローリーIST株式会社
  - グローリーナスカ株式会社
  - 株式会社グローリーテクノ24
  - グローリーエンジニアリング株式会社
  - 株式会社日本決済情報センター
- 海外現地法人
  - 北アメリカ
    - GLORY (U.S.A.) INC

  - ヨーロッパ.
    - GLORY Europe GmbH
    - Reis Service GmbH
    - Standardwerk Eugen Reis GmbH
    - GLORY France
    - Sitrade Italia S.p.A.
    - GLORY Global Solutions Ltd

  - アジア
    - GLORY MONEY HANDLING MACHINES PTE LTD
    - GLORY Currency Automation India Pvt. Ltd.
    - 光栄電子工業（蘇州）有限公司
    - 光栄国際貿易（上海）有限公司
    - GLORY (PHILIPPINES), INC.
    - GLORY Cash Handling Systems (China) Ltd.
    - GLORY IPO Asia Ltd.
    - 光栄華南貿易（深圳）有限公司

## 商品開発
- 1950年：国産初の硬貨計数機を開発、大蔵省造幣局に納入。
- 1953年：銀行向け硬貨計算機（国産第一号）を開発。
- 1958年：チューインガム販売機（国産第一号）を開発。
  - たばこ自動販売（国産第一号）を開発。
- 1962年：硬貨自動包装機（国産第一号）を開発。
- 1965年：千円紙幣両替機（国産第一号）を開発。
  - 硬貨選別機（国産第一号）を開発。
  - 日送りつきコインロッカー（国産第一号）を開発。
- 1972年：銀行窓口用現金支払機を開発。
- 1974年：紙幣帯封機を開発。
- 1976年：多能式紙幣両替機を開発。
- 1981年：紙幣整理機を開発。
- 1985年：金融機関向け循環式入出金システムを開発。
- 1986年：紙製磁気カード「プリペイドカード」システムを開発。
  - 銀行向けオープン出納システムを開発。
- 1987年：ホール向け景品管理システムを開発。
- 1992年：レジつり銭機を開発。
- 1998年：印鑑照会システムを開発。
- 2001年：「非接触ICカード対応」の店舗決済端末機と入金端末機を開発。
  - 商品券入金機を開発。
- 2004年：ホール向け現金管理機を開発。
- 2006年：非接触ICカード対応の多能式ターミナルロッカーを開発。
- 2008年：携帯貯玉システムPAPIMOを開発。
- 2009年：自動精査現金バスを開発。
  - 顔画像年齢推定ソフトウェアを開発。
- 2010年：病院向け診療費支払機を開発。
  - タッチパネル式券売機を開発。

## 製品の一例
- 現金入出金機
- レジつり銭機
- 現金計算機
- 両替機
- 現金入金機
- カードシステム
- セキュリティ
- 自動精算機
- コインロッカー
- 現金整理機
- 自動窓口システム
- イメージ処理機
- 売上精算機
- 券売機
- たばこ販売機
- 商品券処理機
- メーリングシステム
- 証明書発行機
- 印紙税納付計器
- 自動押印機
- パチンコホール機器
- 電子公告調査サービス
- 備品・サプライ

## 事件
- 2006年7月20日に、読売新聞朝刊で報道されたことを発端に、その後の社内調査で、旧グローリー商事株式会社が17年間にわたり、右翼団体（現在は解散）およびその元代表に顧問料約2億1000万円、事務所賃料等約2億9000万円、会社名義のカード使用料等約1億6000万円、計約6億6000万円を支払っていたことが発覚した。

- 2022年1月、同社の連結子会社で、社員が資金を詐取していた疑いが強まり、同社は決済の数値の一部精査を行うため、2021年4月 - 12月期決算発表を延期[7]。2022年3月14日に調査結果が公表され、グローリーサービス株式会社の経理担当社員が2009年から2022年2月までの間に約21億円を横領し、また改ざんされた帳票に対する上長のチェックも甘く、横領が見過ごされてきた事実が発覚。当該社員は2022年3月11日付で解雇され刑事告訴がなされる予定。また、2022年3月期連結決算の純利益が9億円減少するとともに、過去の決算金額も訂正するに至った[8]

- 同社の子会社であるグローリーサービスの経理担当の男性従業員が、2009年から2022年にかけ、総額約21億5,500万円を横領していたことが明らかになった。この従業員は、横領した金額を「競馬に使った」と話し、うち約7,000万円を返金した。グローリーはこの事件を受け、2022年9月発表の2021年4 ‐ 12月期連結決算で、2022年度における被害金額である11億8,000万円を特別損失として計上した。グローリーはこの従業員を2022年3月11日に懲戒解雇としており、業務上横領容疑での刑事告訴を検討している[9][10]。

## テレビCM
長年に渡り、地元のサンテレビで企業CMを放映している。また2018年には、創業100周年を記念して、俳優の長谷川博己を起用した新聞広告・テレビCMが制作されている。

## その他
- 2020年、姫路城改札口に置く入場券券売機4台を姫路市に寄贈した。券売機は6か国語の表記、音声で対応可能なタッチパネル式のもので、好古園との共通券の発行も可能とした[12]。
- かつて兵庫県立武道館・第一道場の命名権を取得し、2011年4月1日から2017年3月31日まで「グローリー道場」の愛称が付けられていた[13]。